# TOMOYO 리눅스

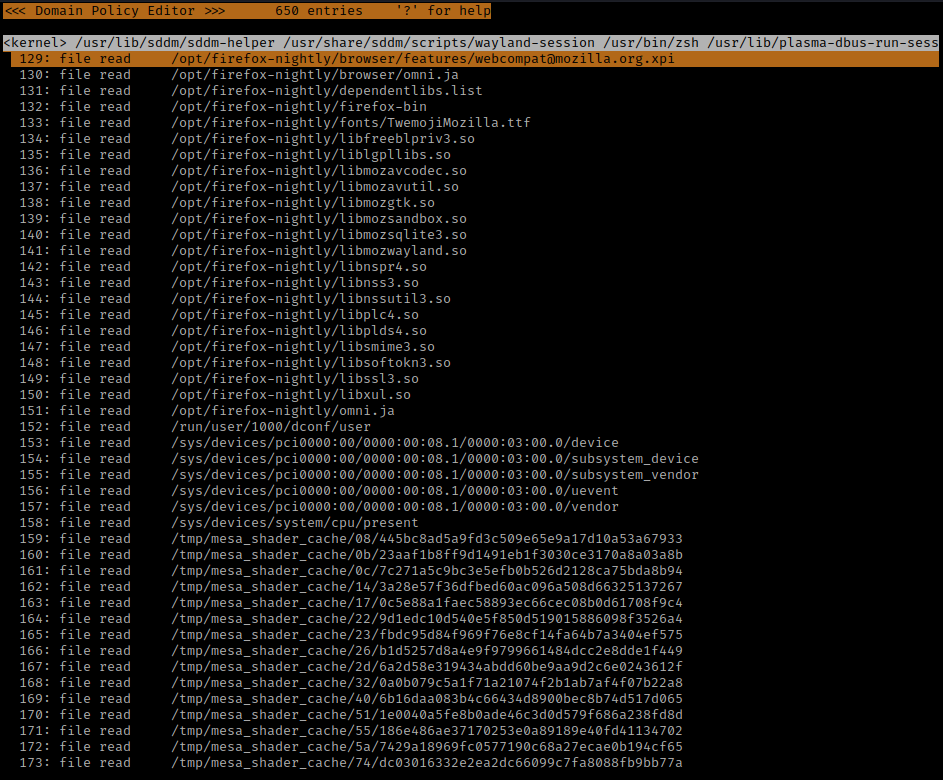

TOMOYO 리눅스는 강제적 접근 통제(MAC)를 구현한 리눅스 커널 보안 모듈이다.

## 개요
유명한 만화 캐릭터의 이름을 딴 TOMOYO는 리눅스를 위한 MAC 구현이며 시스템의 보안을 향상시키는 것 외에도 순수한 시스템 분석 툴로도 유용하게 사용될 수 있다. 이것은 2003년 5월에 출시되었으며 2012년 5월까지 NTT 데이터가 후원하였다.
TOMOYO 리눅스는 시스템의 행위에 초점을 맞춘다. TOMOYO 리눅스는 각 프로세스들이 자신의 목적을 달성하기 위해 필요한 행위와 자원을 선언하게 한다. 보호가 활성화되면 TOMOYO 리눅스는 관리자에 의해 허용된 행위와 자원으로 각 프로세스를 제한한다.

## 기능
TOMOYO 리눅스의 주요한 기능들은 다음과 같다:
- 시스템 분석
- 강제적 접근 통제를 통한 보안 향상
- 자동 정책 생성
- 간단한 문법
- 쉬운 사용법

## 역사와 버전
TOMOYO는 리눅스 버전 2.6.30(2009년 6월 10일)부터 리눅스 커널에 포함되었다. 이것은 SELinux, AppArmor 그리고 SMACK과 함께, 4가지 표준 LSM 모듈의 중 하나이다.
TOMOYO 리눅스 프로젝트는 리눅스 커널에 MAC을 제공하기 위한 패치로부터 출발하였다. TOMOYO 리눅스를 주류 리눅스 커널에 포팅하려면 리눅스 보안 모듈(LSM)에 대한 훅(hooks)들이 요구된다. 리눅스 보안 모듈은 특별히 SELinux와 이것의 라벨 기반 접근을 위해 설계되고 개발되었다.
그러나 TOMOYO 리눅스의 MAC 기능을 통합하기 위해서는 더 많은 훅(hooks)들이 필요하다. 따라서 이 프로젝트는 두 개의 병행되는 개발이 있다:
| - TOMOYO 리눅스 1.x, 오리지널 버전 - 의도적으로 비표준 훅을 사용한다 - 완전한 기능의 MAC - 리눅스 커널의 패치로서 배포됨 – 버전이 1.x이므로 LSM에 의존하지 않지만, 리눅스 커널 2.4 뿐만 아니라 리눅스 커널 2.6에서 사용될 수 있다(2.6.11 부터). - 최신 버전: 1.7.1 |  | - TOMOYO 리눅스 2.x, 주류 버전 - 표준 LSM 훅을 사용 - 적은 기능들 - 리눅스 커널 버전 2.6.30의 한 부분으로 통합되었다. - 최신 버전: 2.5.0 (리눅스 커널 3.2에 포함되었다) |  | - AKARI, TOMOYO 1.x 포크 - 표준 LSM 훅을 사용 - TOMOYO 1.x 보다 적지만 TOMOYO 2.x 보다는 많은 기능 - LSM으로 배포되어서, 커널의 재컴파일이 필요 없다. |

## 같이 보기
- 강제적 접근 통제 (MAC)
- SELinux
- AppArmor